# Dąb Piotra Włosta
Dąb Piotra Włosta – dąb szypułkowy (Quercus robur) rosnący we Wrocławiu przy ulicy Zygmunta Wróblewskiego, naprzeciwko ulicy Edwarda Wittiga. Jest jednym z najstarszych drzew we Wrocławiu. Jego wysokość wynosi 25 m. Jest pomnikiem przyrody (decyzja nr 3/53 z dnia 16.02.1953 r.). Do roku 1945 roku dąb nosił nazwę Jurisch-Eiche upamiętniając Reinharda Jurischa, który był nauczycielem m.in. Gerharta i Carla Hauptmannów.